# Piotr Sarnik
Piotr Sarnik (ur. 15 lutego 1977 w Dąbrowie Górniczej) – polski hokeista, reprezentant Polski, trener.

## Kariera zawodnicza
- SMS Sosnowiec (1995–1996)
- GKS Katowice (1997–1999)
- KTH Krynica (1999–2000)
- GKS Katowice (2000–2001)
- Zagłębie Sosnowiec (2001–2002)
- GKS Tychy (2002–2004)
- Cracovia (2004–2006)
- GKS Tychy (2006–2009)
- Zagłębie Sosnowiec (2009–2010)
- Cracovia (2010–2012)
- Zagłębie Sosnowiec (2012)
- Aksam Unia Oświęcim (2012–2013)
- Zagłębie Sosnowiec (2015)

Absolwent NLO SMS PZHL Sosnowiec z 1996. Od maja do 2 grudnia 2012 był po raz kolejny w karierze zawodnikiem macierzystego klubu, Zagłębia Sosnowiec. Od 4 grudnia 2012 zawodnik Aksam Unii Oświęcim. Meczem 1 marca 2015 wznowił karierę zawodniczą w barwach Zagłębia Sosnowiec, zaś po zwycięskim sezonie I ligi 2014/2015 powrócił do pracy trenerskiej.
Uczestniczył w turnieju hokejowym na Zimowej Uniwersjadzie 1997. Uczestniczył w turniejach mistrzostw świata w 1999 (Grupa B), 2003, 2004, 2005, 2006, 2007, 2010, 2012 (Dywizja I).
W trakcie kariery zyskał przydomek Steru.

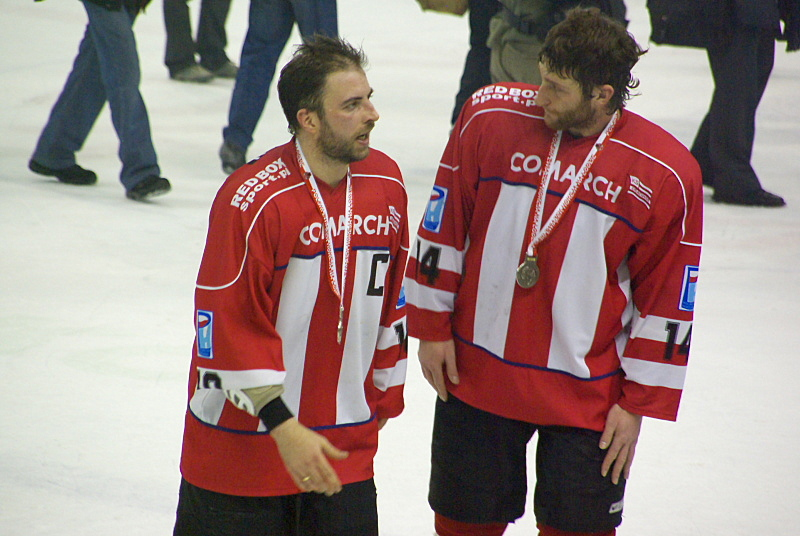
Piotr Sarnik (z lewej) jako kapitan Cracovii ze srebrnym medalem mistrzostw Polski (2012). Obok Łukasz Kulik

## Kariera trenerska
Od lipca 2013 asystent trenera reprezentacji Polski do lat 20. Od sezonu 2013/14 trener w Szkole Mistrzostwa Sportowego PZHL w Sosnowcu, gdzie jest szkoleniowcem drużyny SMS II, występującej w I lidze. Pełnił funkcję asystenta trenera reprezentacji Polski do lat 20 na mistrzostwach świata juniorów do lat 20 2014, 2015, 2016, 2017. Od końca roku kalendarzowego 2015 do marca 2016 trener Zagłębia Sosnowiec. 31 lipca 2017 został przedstawiony jako asystent głównego trenera drużyny Tauron GKS Katowice, Kanadyjczyka Toma Coolena. Latem 2018 został ogłoszony głównym trenerem reprezentacji Polski do lat 20. Po odejściu głównego trenera GKS, Risto Durfy, 2 grudnia 2019 został jego następcą na tym stanowisku. Na stanowisku szkoleniowca kadry do lat 20 pozostał w sezonie 2019/2020, a ze stanowiska odszedł w 2020. Z posady trenera GKS ustąpił po kolejce ligowej z dnia 20 listopada 2020. W kwietniu 2021 został zaangażowany jako drugi trener w Re-Plast Unii Oświęcim. 8 lutego 2023 został przedstawiony jako nowy szkoleniowiec Zagłębia Sosnowiec. 27 grudnia 2024 ogłoszono zwolnienie sztabu szkoleniowego Zagłębia Sosnowiec (główny trener Piotr Sarnik i asystent Marcin Kozłowski).

## Sukcesy
Zawodnicze
- Złoty medal mistrzostw Polski: 2006, 2011 z Cracovią
- Srebrny medal mistrzostw Polski: 2007, 2008, 2009 z GKS Tychy i 2012 z Cracovią
- Brązowy medal mistrzostw Polski: 2000 z KTH, 2004 z GKS Tychy i 2005 z Cracovią
- Puchar Polski: 2006, 2007, 2009 z GKS Tychy
- Złoty medal I ligi: 2015 z Zagłębiem Sosnowiec

Szkoleniowe
- Srebrny medal mistrzostw Polski: 2018 z Tauron KH GKS Katowice, 2022 z Re-Plast Unią Oświęcim
- Brązowy medal mistrzostw Polski: 2019 z Tauron KH GKS Katowice